# De schotel der illusies
De schotel der illusies is een hoorspel van Peter Fontaine. De NCRV zond het uit op vrijdag 14 februari 1969 (met een herhaling op vrijdag 6 augustus 1971). De regisseur was Jan Wolder. De uitzending duurde 67 minuten.

## Rolbezetting
- Jan Borkus (president Hogeloon)
- Corry van der Linden (z’n secretaresse, juffrouw Kristensen)
- Hans Karsenbarg (de journalist Kosterman)
- Jurin Rjabinsky (Niëtnikov)
- Frans Somers (MacWinkle)
- Paul van der Lek (prof. Breiter)
- Frits Thors & Bert Dijkstra (twee radioverslaggevers)
- Huib Orizand (Van Tuyn)
- Hans Blankesteijn & Annemieke Kleyberg (een omroeper & een omroepster)
- Donald de Marcas (Albada)
- Tine Medema (een verpleegster)
- Jan Wegter (het “Wezen” van Espera)

## Inhoud
Minister-president Hogeloon, naar wie op een gegeven ogenblik de gehele wereld luistert, zet zich in voor de vrede. De president wil de wereldvrede, voor alle mensen en voor alle tijden. Zijne Excellentie meent dat de mens alle mogelijkheden bezit om tot deze ideale wereld te geraken, maar slechts van deze mogelijkheden geen gebruik maakt. Hij streeft naar een wereldconferentie waaraan de regeringshoofden van alle landen zullen  deelnemen. Hij gelooft in zijn taak, omdat hij de vrede werkelijk wil. Een conferentie zoals president Hogeloon gepland heeft, stampt men echter niet zomaar uit de grond. Het is ten slotte een der gelukkige dagen van zijn leven als de eerste schreden op het pad der vrede worden gezet: de wil om met vereende krachten aan de vrede te gaan bouwen, blijkt ten slotte aanwezig. De eerste zitting van de conferentie wordt besloten in een stemming van hoop en optimisme. Helaas, de eensgezindheid is niet van blijvende aard. Dan grijpen op een veel hoger peil van beschaving staande wezens van een andere planeet in. De toestand die ontstaat, lijkt catastrofaal. Er daalt een interplanetair toestel, een vliegende schotel van Espera, op aarde neer. De Esperiden blijken te beschikken over middelen om alle leven op aarde te vernietigen met hetzelfde gemak waarmee men een schadelijk insect dood zou trappen…